# ZDHHC14
Dedo de zinco tipo DHHC contendo 14 é uma proteína que em humanos é codificada pelo gene ZDHHC14.